# Lise Getoor

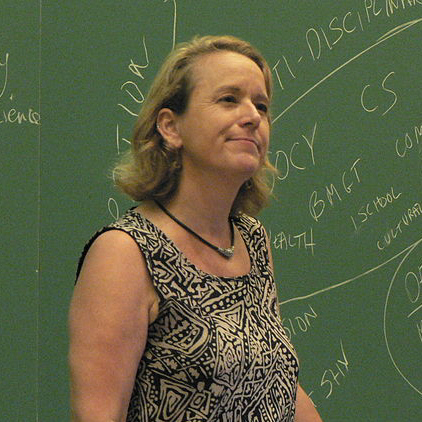
Lise Getoor (2011)

Lise Carol Getoor (* in  Seattle) ist eine US-amerikanische Informatikerin.
Lise Getoor ist die Tochter des Mathematikers Ronald Getoor. Sie studierte Informatik an der University of California, Santa Barbara, mit dem Bachelor-Abschluss 1986, an der University of California, Berkeley, mit dem Master-Abschluss 1989 und wurde 2001 an der Stanford University (an der sie ab 1995 Forschungsassistentin war) bei Daphne Koller in Informatik promoviert (Learning Statistical Models from Relational Data). Von 1989 bis 1992 war sie Software-Ingenieurin bei der Aion Corporation und von 1992 bis 1995 am NASA Ames Research Center in Mountain View. 2001 wurde sie Assistant Professor an der University of Maryland, College Park, 2008 Associate Professor und 2013 Professor. Seit 2013 ist sie Professorin an der University of California, Santa Cruz (wo sie zuvor Gastprofessor war) und Adjunct Professor an der University of Maryland.
Sie befasst sich mit Maschinenlernen (Statistical relational learning, SRL), Schlussfolgerungen unter Unsicherheit, Datenbanken und Künstlicher Intelligenz. Außerdem befasst sie sich mit Analyse sozialer Netzwerke und Informationsintegration.
Sie ist Fellow der AAAI und in deren Executive Council, seit 2019 ist sie Fellow der Association for Computing Machinery. 2024 wurde Getoor zum Mitglied der American Academy of Arts and Sciences gewählt.

## Schriften
- mit Ben Taskar (Hrsg.): An introduction to statistical relational learning, MIT Press 2007
- mit Elena Zheleva, Evimaria Terzi: Privacy in social networks, Morgan and Claypool Publ., 2012